# Garry Thür
Garry Thür (eigentlich Gerfried Thür; * 19. März 1973 in Dornbirn) ist ein österreichischer Politiker (NEOS) und Manager. Thür kandidierte bei der Landtagswahl in Vorarlberg 2019 für seine Partei auf dem dritten Listenplatz der Landesliste und wurde in der Folge in den Vorarlberger Landtag gewählt. Er wurde in der konstituierenden Sitzung des Landtags der 31. Legislaturperiode am 6. November 2019 als Abgeordneter angelobt.

## Beruflicher Werdegang
Garry Thür wurde mit dem bürgerlichen Namen Gerfried Thür als Kind von Wiener Eltern am 19. März 1973 in der Vorarlberger Stadt Dornbirn geboren. Von 1983 bis 1987 besuchte er die gymnasiale Unterstufe am Bundesrealgymnasium und Bundesoberstufenrealgymnasium Dornbirn-Schoren, von 1987 bis 1991 die gymnasiale Oberstufe am dort angegliederten Sportgymnasium. Als Sportler war er mehrfacher österreichischer Meister in Nachwuchsklassen sowie Vorarlberg-Rekordhalter im Schwimmsport. Ab 1991 besuchte Garry Thür die Universität St. Gallen und absolvierte dort ein Studium der Wirtschafts-, Rechts- und Sozialwissenschaften, das er 1996 mit dem Lizenziat in Wirtschaft (lic. oec. HSG) abschloss. Seine Lizenziatsarbeit beschäftigte sich dabei mit Customer Focus in der Kommunalverwaltung.
Im Anschluss an sein Studium wurde Thür ab 1997 als Gesellschafter der HAT Public Beratung öffentlicher Organisationen GmbH beruflich als Berater für Organisationsentwicklung in der Privatwirtschaft und in der öffentlichen Verwaltung tätig. 2003 lernte er den Unternehmer Hubert Rhomberg von der Rhomberg Gruppe kennen, der ihn ins Unternehmen holte, wo er zunächst Leiter für Strategie und Geschäftsfeldentwicklung wurde. Von 2005 bis 2006 war er zudem Prokurist der zur Gruppe gehörenden Rhomberg V1 GmbH. 2006 wurde er mit seiner Familie nach Australien entsandt, um dort die Geschäftsführung bei Rhomberg Rail Australia Pty Ltd zu übernehmen. Im Rahmen seines achtjährigen Auslandsaufenthalts in Australien legte Thür schließlich auch seinen Geburtsnamen im Alltagsgebrauch ab und verwendet seitdem nurmehr den auch im Englischen leichter auszusprechenden Vornamen „Garry“.
2014 kehrte er wieder nach Österreich zurück und wurde Geschäftsführer der Rhomberg Rail Consult GmbH sowie der Rhomberg Bahntechnik GmbH. Von 2017 bis 2018 war er auch Mitglied des Aufsichtsrats der RSRS GmBH Railway Infrastructure Projects, eines weiteren Mitglieds der Rhomberg-Konzerngruppe. Nach wie vor ist er Geschäftsführer mehrerer Rhomberg-Gruppenmitglieder: So etwa der RT Technologie GmbH (seit 2014), der Rhomberg Sersa Rail Holding GmbH (seit 2019), der LRS Rail Milling GmbH (seit 2019), der Rhomberg Rail Consult GmbH (seit 2019) und der Rhomberg Sersa International GmbH (seit 2019).

## Politische Tätigkeit
Thür engagiert sich seit Juli 2019 für UNOS – Unternehmerisches Österreich, die Wirtschaftskammer-Fraktion von NEOS. In Vorarlberg ist er Landessprecher-Stellvertreter von UNOS. Zur Landtagswahl in Vorarlberg 2019 kandidierte Garry Thür auf dem dritten Platz der NEOS-Landesliste sowie auf dem dritten Listenplatz in allen vier Bezirken.
Obwohl bei der Wahl Fabienne Lackner, die Landesvorsitzende der NEOS-Jugendorganisation JUNOS – Junge liberale NEOS, im Wahlbezirk Feldkirch mehr Vorzugsstimmen als Thür erreichte und damit dort über ein Grundmandat hätte einziehen können, entschied die Landespartei, dass Thür der Vorzug zu geben sei. Spitzenkandidatin Sabine Scheffknecht, die in allen Bezirken am ersten Listenplatz kandidiert hatte, nahm daher das Grundmandat im Bezirk Feldkirch an, der Landeslisten Zweitplatzierte Johannes Gasser das Grundmandat im Bezirk Bregenz und Garry Thür konnte damit das Mandat auf der Landesliste einnehmen.
Garry Thür bildete somit als einer von drei Abgeordneten den NEOS-Landtagsklub im Landtag der 31. Legislaturperiode.
Im Juni 2025 erklärte der 52-Jährige seinen Rücktritt und im Herbst soll die Langenegger Vizebürgermeisterin Katharina Fuchs sein Landtagsmandat übernehmen.

## Privatleben
Garry Thür ist verheiratet und Vater eines Kindes. Er lebt mit seiner Familie in der Vorarlberger Landeshauptstadt Bregenz.